# Moderator de dezbateri

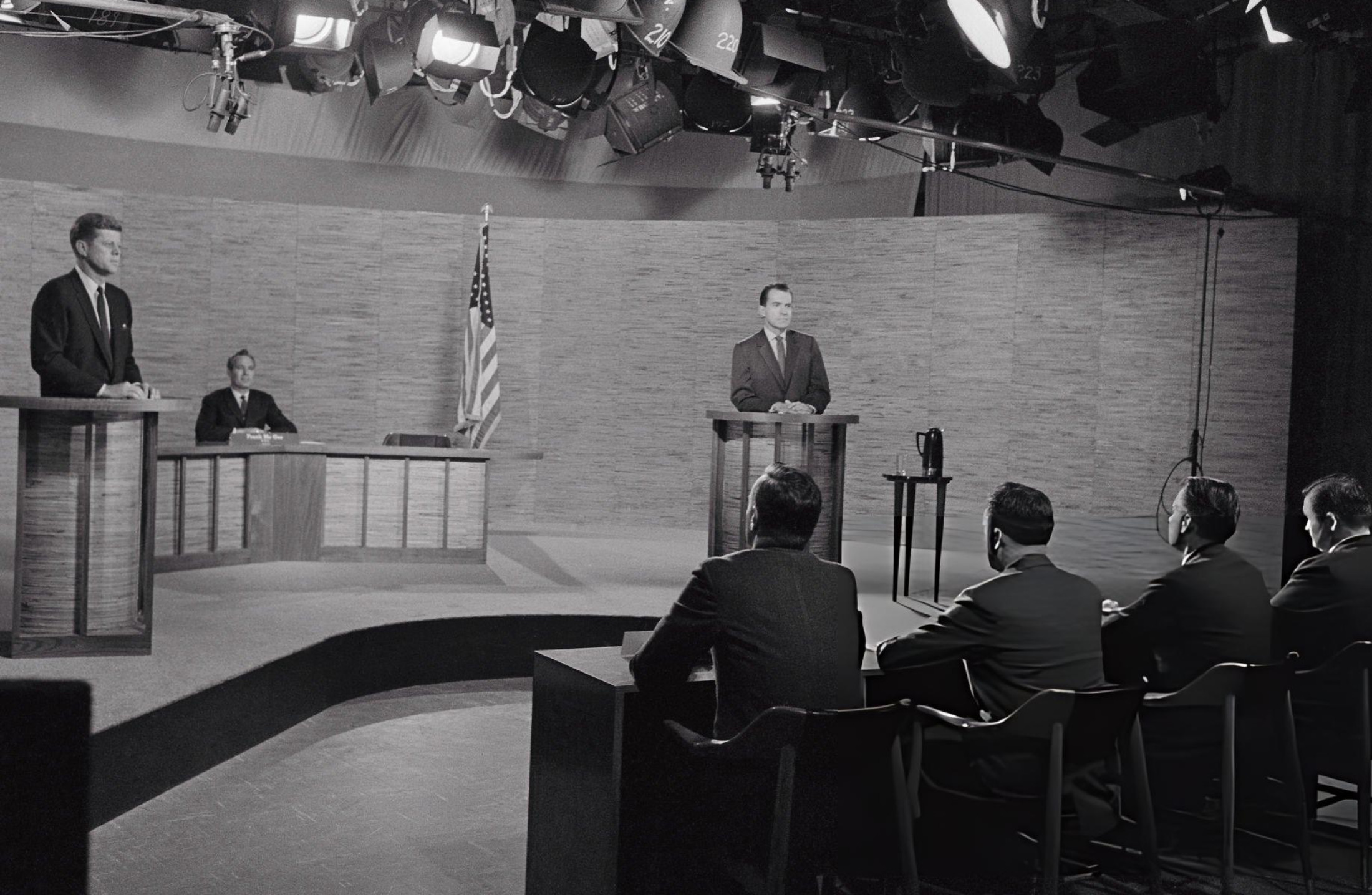
Dezbaterea din 1960 între John F. Kennedy and Richard Nixon, candidați la președinția Statele Unite ale Americii, în fața unui grup de patru moderatori.

Un moderator de dezbateri este  o persoană al cărei rol este de a acționa ca un participant neutru la o dezbatere sau o discuție. Moderatorul caută să determine participanții să respecte limite de timp și încearcă să-i împiedice să se îndepărteze de subiectul întrebărilor ridicate în dezbatere. Uneori, moderatorii pot pune întrebări menite să permită participanților la dezbatere să-și dezvolte pe deplin argumentele.
În discuțiile de grup desfășurate de cele mai multe ori la conferințe academice, moderatorul prezintă de obicei participanții și solicită întrebări din partea publicului. În emisiunile de televiziune și radio, un moderator preia adesea apeluri de la persoane cu opinii diferite și va folosi acele apeluri ca punct de plecare pentru a pune întrebări invitaților din emisiune. Poate cel mai proeminent rol al moderatorilor este în dezbaterile politice, care au devenit o caracteristică comună a campaniilor electorale. Moderatorul poate avea control complet asupra întrebărilor pe care să le pună sau poate acționa ca un filtru selectând întrebări din audiență. În prezent, multe dezbateri sunt televizate, iar moderatorii dezbaterilor politice sunt adesea jurnaliști.